# 후지이 소타

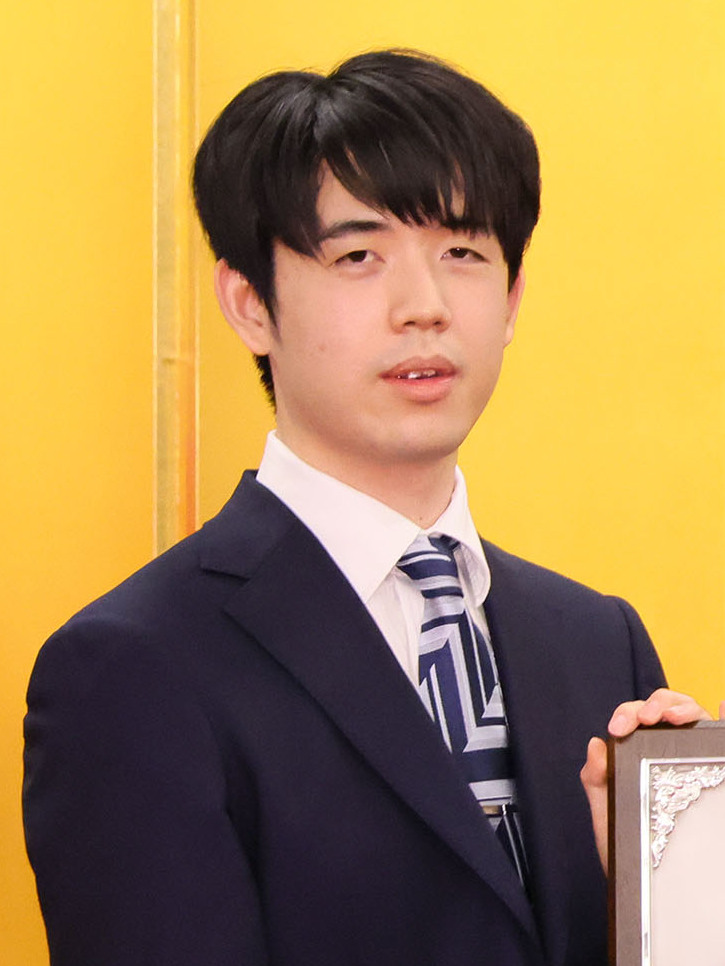
후지이 소타

후지이 소타(일본어: 藤井 聡太 ふじい そうた[*], 2002년 7월 19일 ~ )은 일본의 쇼기 기사이다. 아이치현 출신. 나고야 대학 교육학부 부속 고등학교 재학중 (2018년 4월 - ) 2016년 사상 최연소(14세 2개월)로 4단 승단(프로 입단)을 달성하자 무패로 공식전 최다 연승 기록(29연승)을 수립했다. 이후 최연소 일반기전 우승 ·타이틀 획득 등 많은 기록을 갈아치우고 있다. 2020년 11월 20일에 톨산 200승을 달성했다.